# 宝圩乡
宝圩乡，是中华人民共和国广西壮族自治区崇左市大新县下辖的一个乡镇级行政单位。

## 行政区划
宝圩乡下辖以下地区：
宝圩社区、宝西村、板价村、板六村、尚艺村和景阳村。